# Pyrginae
De Pyrginae zijn een onderfamilie van vlinders in de familie van de dikkopjes (Hesperiidae).

## Geslachtengroepen
- Pyrgini Burmeister, 1878
- Achlyodidini Burmeister, 1878
- Carcharodini Verity, 1940
- Erynnini Brues & Carpenter, 1932